# Cedella Booker

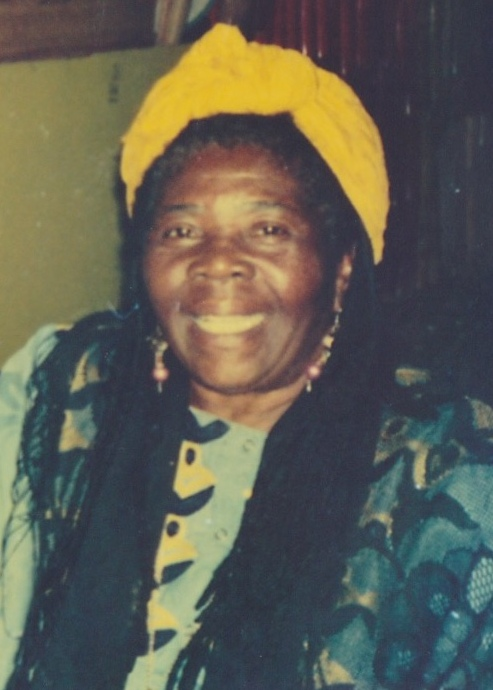
Cedella Booker nel 1993

Cedella Booker (Rhoden Hall, 23 luglio 1926 – Miami, 8 aprile 2008) è stata una cantautrice e scrittrice giamaicana, nota anche per essere stata la madre di Bob Marley.

## Biografia

### Infanzia e formazione
Nacque con il nome di Cedella Malcolm, detta da tutti "Ciddy" e successivamente "Mama Marley", nella parrocchia di Saint Ann da Omeriah Malcolm, un magistrato di primo piano e proprietario terriero, e da Alberta Whilby. Suo nonno paterno era Robert "Uncle Day" Malcolm, discendente degli Akan, primi schiavi neri della storia, che tra la fine del XVII e l'inizio del XVIII secolo vennero deportati dagli spagnoli dal Ghana al Sudamerica per lavorare nelle piantagioni.
Cedella crebbe perciò in una famiglia benestante, fatto molto raro all'epoca in Giamaica, specialmente per i neri. Grazie all'agiatezza della sua famiglia, Cedella poté ricevere un'ottima istruzione per l'epoca, e durante l'adolescenza sviluppò una grande passione per la scrittura e soprattutto per la musica. Fu in questo stesso periodo che Cedella si convertì al neonato rastafarianesimo, che avrebbe poi trasmesso ai suoi figli.

### Primo matrimonio e nascita di Bob
Nel 1945, all'età di 18 anni, sposò Norval Sinclair Marley, un giamaicano bianco di discendenza inglese, e più vecchio di lei di 43 anni. Tra l'altro il matrimonio, essendo interraziale, venne fin da subito contestato dalla famiglia di lui, che arrivò a diseredare per sempre il figlio.
Quando Cedella rimase incinta di Bob, suo marito decise di lasciarla per motivi famigliari e lavorativi. Se all'inizio Norval manteneva economicamente la moglie e il figlio inviando soldi senza però venirli mai a trovare, nel 1944 abbandonò definitivamente Cedella per recarsi a Kingston. Così Cedella si ritrovò a crescere suo figlio completamente da sola. Il piccolo Bob aveva dieci anni quando suo padre morì per un attacco di cuore nel 1955, all'età di 70 anni.
Dopo la morte del marito, Cedella e Bob si trasferirono a Trenchtown, il quartiere più povero e pericoloso di Kingston. Questo era l'unico posto in cui la donna poteva permettersi di vivere in quel momento.

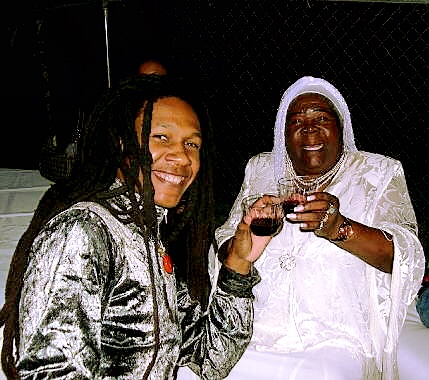
Cedella Booker il giorno del suo compleanno nel 2004, assieme al cantante reggae Kevens

### Gli anni successivi
Mentre viveva a Trenchtown, Cedella Booker intrecciò una relazione con Taddeus Livingston, padre di Bunny Wailer, che nel 1963 avrebbe formato il trio storico dei Wailers con Bob Marley e Peter Tosh. Dalla relazione di Cedella e Taddeus nacque una figlia, Claudette Pearl.
Tre anni dopo, Cedella conobbe e si sposò con Edward Booker, un funzionario statale americano, e con lui risiedette nel Delaware, dove diede alla luce altri due figli, Richard e Anthony. Intanto Bob Marley diede alla sua ultima figlia il nome di sua madre, Cedella appunto. Cedella visse felicemente con il marito fino alla morte di lui, avvenuta nel 1976. A quel punto, Cedella si trasferì nuovamente in Florida, a Miami, dove nel 1981 ci fu il funerale del suo amato figlio Bob Marley, morto a 36 anni di tumore al cervello.
Nel 1990 Cedella vide morire anche un altro suo figlio, Anthony, appena 19enne, ucciso in uno scontro a fuoco con la polizia.
Cedella visse a Miami per tutto il resto della sua vita.

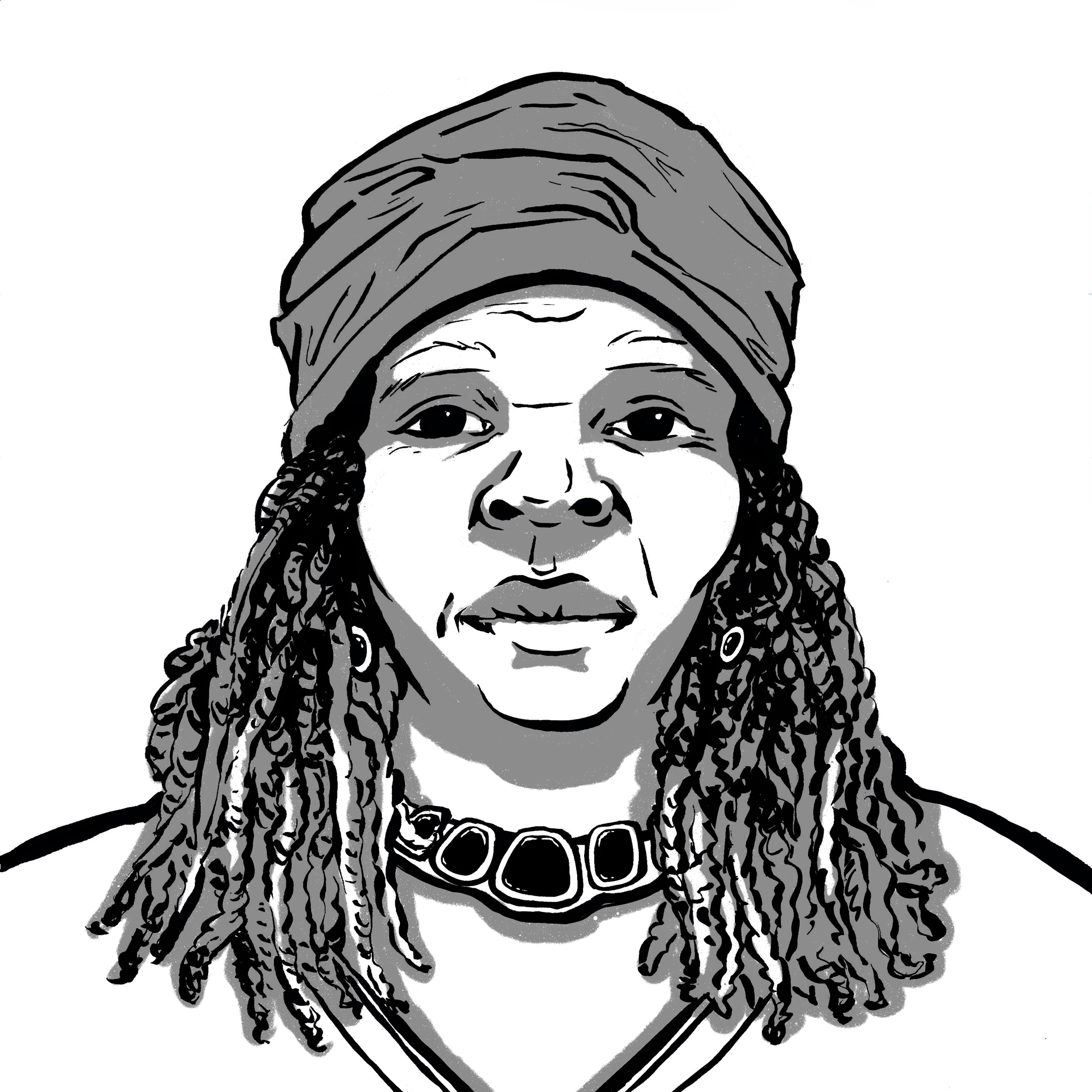
Disegno di Cedella Booker del 2001

### Carriera musicale e letteraria
Negli anni della vecchiaia, Cedella si dedicò alla scrittura, sua grande passione, scrivendo due autobiografie sulle vicende sue e della sua famiglia, in particolare del figlio Bob. In particolare ne scrisse due: Bob Marley: An Intimate Portrait by His Mother, pubblicata nel 1997, e Bob Marley, My Son, nel 2003.
Cedella nella sua vita coltivò un'altra sua grande passione: la musica, attraverso la quale ella voleva mostrare l'amore per la sua Giamaica. Infatti, negli eventi pubblici era solita cantare canzoni folk e spiritual tradizionali giamaicani.
In merito al suo inizio tardivo di una carriera musicale, dichiarò:
Lo stesso Bob Marley disse che, nonostante fosse stato lui a consigliare alla madre di mostrare il proprio talento incidendo un suo disco, fu l'influenza culturale e musicale che sua madre ebbe su di lui a spingerlo a cantare e a diffondere nel mondo la cultura giamaicana.
Nel 1993, Cedella ideò il 9 Mile Music Festival, evento musicale reggae, R&B e soul di grande successo che si tiene ogni anno a Miami, e che mira a mantenere vivo il messaggio di pace, amore e unità di Bob Marleyː non per niente lo slogan del festival è "one love". La tradizione del festival vuole che i partecipanti portino cibo in scatola che viene raccolto e successivamente donato per aiutare i bisognosi nell'area di Miami tramite varie associazioni di beneficenza locali.

### Morte e sepoltura
Cedella Booker morì nel sonno l'8 aprile 2008, all'età di 81 anni, e venne successivamente sepolta a Nine Miles, in un mausoleo rastafariano eretto accanto a quello di suo figlio Bob e alla casa di famiglia.

## Opere
- Bob Marley: An Intimate Portrait by His Mother, pubblicato nel 1997 da Penguin Books Ltd (UK), ISBN 978-0-14-025814-1
- Bob Marley, My Son, pubblicato nel 2003 da Taylor Trade Publishing, ISBN 978-0-87833-298-4

## Discografia
- Awake Zion
- Smilin' Island of Song.